# Stryper
Stryper je americká křesťanská metalová skupina z Orange County v Kalifornii založená v roce 1982.
Skupinu v roce 1982 založili bratři Michael Sweet a Robert Sweet pod názvem Roxx Regime. Později vytvořili trio, když se k nim připojil baskytarista Eric Johnson. V roce 1983 se do skupiny připojili kytarista Oz Fox a nový baskytarista Tim Gaines. V tu dobu vymýšleli nový název pro skupinu, přičemž Tim Gaines navrhl název Stryper, což se nelíbilo nahrávací společnosti, která naléhala na změnu názvu.
V roce 1983 podepsali smlouvu s vydavatelstvím Enigma Records a vydali své první EP The Yellow and Black Attack. V polovině 80. let si kapela užila své nejúspěšnější období počínaje vydáním To Hell with the Devil, které dosáhlo v USA platinou a v Kanadě zlatem. Stryper vydal ještě zlatá album In God We Trust, než se v roce 1993 rozpadli.
Stryper prodal více než 10 milionů kopií po celém světě a odhaduje se, že dvě třetiny jejich alb zakoupili nekřesťané.
Jako protest proti oblíbenému symbolu „666“, který mnoho fanoušků heavy metalu používalo, Robert navrhl numerologickou alternativu. V důsledku toho skupina začala používat symbol „777“, na který se v současné době odvolává Bible (na rozdíl od 666, skvěle zmiňovaného v Knize Zjevení jako číslo šelmy). Číslo 7 je tradičně (v biblické symbolice) spojováno s božskou dokonalostí. Některé ze Stryperových činů zahrnovaly přeškrtnuté kříže symbolizující „ďábla“ a „666“.
Vyvrácení pozdravu a znamení 'rohů ďáblových' užíván mnoha metalových skupin jako používal zpěvak Ronnie James Dio. Fanoušci skupiny zvedali jen jeden prst k nebi.

## Původ jména
Slovo "Stryper" má původ v Bibli krále Jakuba a znamená "Spasení prostřednictvím vykoupení poskytující mír, povzbuzení a spravedlnost". Pod logem skupiny je Isaiah 53:3 (Izajáš 53:5), což je biblický verš, který říká "Jeho ranami jsme uzdraveni“.

## Kariéra

### Počátky (1982–1983)
Bratři Sweetové se stali křesťany v roce 1975, ale začali se od své víry odklánět. Ale k církvi se vrátili poté, co je k tomu přesvědčil jejich přítel Kenny Metcalf (klávesista na jejich prvním turné).
Bratři Sweetové byli inspirováni skupinami jako Van Halen, ale zoufalí jejich poselstvím se snažili vytvořit kapelu, která by vychvalovala jejich světonázor a přesvědčení. Stryper byl původně známý jako Roxx Regime a byl složen z Michaela Sweeta na zpěv a kytaru, Roberta Sweeta na bicí a Erica Johnsona na baskytaru. Oz Fox se nakonec ke kapele připojil, ale než to udělal, řada kytaristů se téměř připojila k Roxx Regime, včetně Douga Aldricha (později člen Dio, Whitesnake a The Dead Daisies) a C.C. DeVillea (později člen Poison). V roce 1983 se ke skupině připojil baskytarista Tim Gaines.

### První alba a přicházející úspěch (1982–1988)
V červenci 1984 vydali své první EP s názvem The Yellow and Black Attack. Během tohoto období skupina byla předkapela pro kapely jako Ratt a Bon Jovi, což vedlo některé fanoušky a kritiky k tvrzení, že nejsou opravdovou křesťanskou kapelou. 15. května 1985 vydali debutové album s názvem Soldiers Under Command, které se stalo zlatým albem a v USA se prodalo přes 500 tisíc kopií.

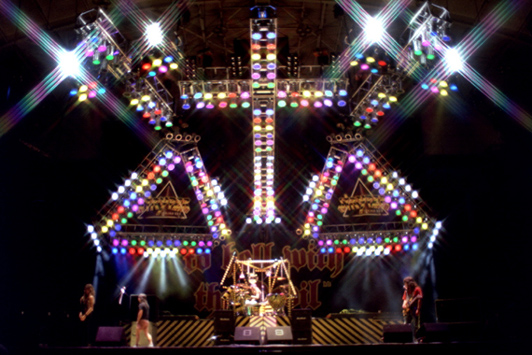
Stage Stryper v roce 1986.

Třetí album To Hell with the Devil vyšlo 24. října 1986 a stalo se platinovým albem poté, co strávil tři měsíce v americkém žebříčku Billboard 200, a nakonec se prodalo více než 2 miliony kopií. V Kanadě se stal zlatým albem, kde se prodalo přes 50 tisíc kopií. Kromě toho, že to byla nejúspěšnější nahrávka skupiny, bylo to zároveň první album soudobé křesťanské hudby a křesťanského metalu, které dosáhlo tohoto úspěchu. Singly 'Calling on You', 'Free' a 'Honestly' byly v roce 1987 nesmírně populární hity MTV – natolik, že 'Free' a 'Honestly' se obě staly nejžádanějšími písněmi v pořadu Dial MTV. Píseň 'Honestly' je nejvyšší hitparádou, která se umístila na 23. místě žebříčku Top 40.  Album získalo nominaci na cenu Grammy za nejlepší gospelový výkon dua nebo skupiny, sboru nebo sboru. Baskytarista Tim Gaines se nahrávání nezúčastnil a byl nahrazen Bradem Cobbem. 
28. června 1988 skupina vydala čtvrté album In God We Trust se stalo zlatým albem v USA a píseň 'Always There for You' se nakrátko umístila na 71. místě navzdory tomu, že šlo o další masivní hit na MTV. Nicméně zvuk alba byl více pop orientovaný než předchozí vydání a množství kritiků, stejně jako fanoušci, kritizovali nahrávku. Navíc se image kapely ještě více přiblížil glammetalovému vzhledu té doby, což fanouškům dalo něco jiného, co by mohli kritizovat. Tyto faktory vedly k nižším prodejům a album strávilo jen pět týdnů v žebříčku Billboard 200. Druhý singl a video 'I Believe in You' dosáhl vrcholu na 88. místě a třetí singl 'Keep the Fire Burning' se vůbec nedostal do žebříčku. Stejně jako u předchozího alba se Tim Gaines nepodílel na nahrávání (Brad Cobb opět hrál na baskytaru), ale později se ke skupině připojil na další světové turné. Album získalo dvě ceny GMA Dove za „Hard Music Album“ a „Hard Music Song“ za titulní skladbu.

### Ztráta úspěchu, úpadek a následný rozchod (1989–1993)
V roce 1989 se skupina vrátila do studia nahrát nové album, které vyšlo 21. srpna 1990 s názvem Against The Law, které radikálně změnilo image, textové sdělení a kontroverzi kapely. Jejich dřívější alba měla všechny žluté a černé barvy v obalech a textech mluvících o Bohu a spáse, ale toto album představovalo skupinu s černým koženým oblečením a vůbec neobsahovalo ani zmínku v textech o slovu „Bůh“. Hudební zvuk kapely byl také těžší, blíže ke klasickému heavy metalu. Robert Sweet se k tomu vyjádřil, že změna image a zvuku byla reakcí na kritiku předchozího alba a pokus zanechat jejich glammetalovou image. Album se špatně prodávalo. Částečně to bylo kvůli fámám v tisku (hlavním i křesťanském), že Stryperova hudba směřovala k mainstreamovějšímu zvuku, protože jejich křesťanská víra slábla. Fanoušci se divili, proč pokryli píseň pd Earth Wind & Fire z roku 1975 'Shining Star'. Video k němu nebylo hitem na MTV – první video Stryper, které nebylo. Následovala dvě další videa pro 'Two Time Woman' a 'Lady', která vyvolala minimální airplay. Nicméně, mnoho kritiků stále považovalo album za dosud nejlepší Stryperovu hudební produkci.
V červenci 1991 podepsali smlouvu s nahrávací společností Hollywood Records pod kterým Stryper vydal kompilační album nazvanou Can't Stop the Rock, která obsahovala dvě nové písně, jednu z nichž 'Believe' byla inspirována válkou v Zálivu. Skupina pokračovala v turné až do února 1992, kdy frontman a hlavní skladatel Michael Sweet opustil kapelu z důvodu uměleckých rozdílů a vydal se na sólovou dráhu. Na začátku roku 1992, Stryper splnil některé koncerty v Evropě, tak vystupovali jako trio s Oz Foxem na hlavních vokálech. Skupina hrála jako trio. až do začátku roku 1993, kdy skupina odehrála několik dalších evropských koncertů i s jejich posledním koncertem 27. března 1993 ve Švýcarsku.

### Opětovné shledání (1999–2001)
Bývalí členové Stryper se poprvé dali dohromady v roce 1999, Michael Sweet byl pozván, aby zahrál na letním rockovém festivalu v Portoriku. Jako přídavek se Sweet připojil k Oz Foxovi a Timu Gainesovi na pódiu a zahrál několik písní Stryper. O rok později v roce 2000 se v New Jersey konalo první "Stryper Expo“ a poprvé po 8 letech se na pódium postavila původní sestava Stryper. Téhož roku se v Kostarice konal koncert, na kterém čtyři členové hráli společně. Druhý "Stryper Expo" se konal v Los Angeles v roce 2001.

### Plnohodnotný návrat a nové album (2003–2006)
Hollywood Records požádali členy Stryper, aby nahráli skladby pro novou kompilaci největších hitů v roce 2003, 7: The Best of Stryper. Kompilace byla vydána se dvěma novými písněmi, 'Something' a 'For You', což znamenalo Stryperovu první novou hudbu od počátku 90. let. Následovalo americké turné na podporu alba a turné zakončila v San Juan v Portoriku. Skupina v květnu 2004 vydala živé album s názvem 7 Weeks: Live in America, 2003, což byl záznam koncertu v Portoriku a byl natočen pro živé DVD. Tato show v Portoriku se však ukázala jako poslední pro původní sestavu Stryper až do jejich opětovného shledání v roce 2010.
Gaines a skupina se znovu rozešli v roce 2004. Nahradil ho baskytarista Tracy Ferrie, který vystupoval na sólových turné Michaela Sweeta a následně podepsali smlouvu s nahrávací společností Big3 Records.
16. srpna 2005 vyšlo šesté album skupiny nazvané Reborn a produkoval ho sám Michael Sweet. Nové album se setkalo s pozitivní odezvou od fanoušků a kritiků, z nichž někteří označili album za jedno z nejlepších alb toho roku. Album zahrnovalo modernějším zvukem zahrnující prvky alternativního rocku, grunge a nu metalu, spolu s menším počtem kytarových sól, nová nahrávka aktualizovala svůj styl a zároveň si zachovala identitu Stryper. 
Stryper byl naplánován jako předkapela pro thrashmetalovou kapelu Slayer v Mexiku. O několik měsíců později se Slayer stáhli z mexického turné a z osobních důvodů zrušili svůj titulek. 

### Dočasná pauza skupiny a příprava alba (2006–2012)
V listopadu 2006 skupina oznámila nový management. Oznámili také pokračování alba Reborn, které mělo být předběžně naplánováno na začátek až polovinu roku 2007. V únoru 2007 však Michael Sweet odložil vydání nového alba dva dny předtím, než mělo začít jeho nahrávání. Manželce Michaela Sweeta byla diagnostikována rakovina ve čtvrtém stádiu a nové album bylo odloženo, aby se mohl starat o svou rodinu a nemocnou manželku. Nové album bylo ve fázi míchání až od ledna 2008 a Sweet řekl, že by mělo vyjít v červenci nebo v srpnu. 
Michael Sweet byl požádán, aby se ke skupině Boston v roce 2007 připojil jako spoluvedoucí zpěvák a kytarista vystupoval, a v roce 2008 absolvoval turné s Bostonem se Styxem jako předkapelou. V březnu 2009 zemřela bohužel manželka Michaela Sweeta na rakovinu.
21. července 2009 vyšlo sedmé album s názvem Murder by Pride a obsahoval hlavní singl 'Peace of Mind'. Album se umístilo v žebříčku Billboard 200 na 73. místě, ale na ostatních žebříčkách obsadil přední příčky jako Top Christian Albums na 2. místě, Top Hard Rock Albums na 11. místě a Independent Albums na 19. místě.
V roce 2010 se vrátil zpět do skupiny baskytarista Tim Gaines. 14. září 2010 bylo oznámeno, že první singl cover alba bude 'Heaven and Hell' od Black Sabbath. V únoru 2011 skupina vydala cover album nazvané The Covering obsahující písně, které inspirovaly Stryper a pomohly vytvářet zvuk a hudební identitu kapely. Album obsahuje nový song 'God'.
V roce 2012 skupina podepsala smlouvu s italským rockovým vydavatelstvím Frontiers Records, aby nahrála a vydala následující album. V březnu 2013 vydala skupina nové album nazvané Second Coming, které obsahuje znovu nahrané verze dřívějšího materiálu a také dvě nové písně. V amerických žebříčkách Billboard obsadil přední příčky v Top Christian Albums na 2. místě, Top Hard Rock Albums na 11. místě, Independent Albums na 19. místě a Top Rock Albums na 35. místě.

### No More Hell to Pay, Fallen a růst menšího úspěchu (2013–2015)
Ve stejným roce 5. listopadu skupina vydala desáté album s názvem No More Hell to Pay, které sklidilo pozitivní přijetí od hudebních kritiků i komerční úspěch umístilo se v žebříčku Billboard 200 na 35. místě. V amerických žebříčkách Billboard obsadil znovu a lepší přední příčky v Top Christian Albums na 2. místě, Top Hard Rock Albums na 3. místě, Independent Albums na 6. místě a Top Rock Albums na 6. místě a Top Tastemaker Albums na 11. místě. V rozhovoru Michael Sweet uvedl, že při psaní alba se skupina snažila o těžší zvuk připomínající Iron Maiden, Judas Priest a Van Halen. Během prvního týdne se prodalo přes 9 tisíc kopií. K září 2015 se prodalo přes 30 tisíc kopií.
V září 2014 vydali živé album nazvané Live At The Whisky, které natočili v klubu Whiskey a Go Go, kde začali svojí kariéru.
16. října 2015 kapela vydala jedenácté studiové album nazvanou Fallen, který má charakteristický zvuk a styl kapely. Zvuk alba je však melodicky těžší, ale stále si zachovává svůj vzorec kapely. Album sklidilo pozitivní přijetí od hudebních kritiků i komerční úspěch stejně jako předchozí album. Je to poprvé, co se album umístilo na britském žebříčku UK Rock & Metal Albums na 37. místě a po dlouhé době od alba In God We Trust se umístil na švýcarském žebříčku na 87. místě. Umístilo se v žebříčku Billboard 200 na 44. místě a během prvního týdne se prodalo přes 10 tisíc kopií, což je víc než u předchozího alba. Toto album obsadilo znovu přední příčky ostatních žebříčků Billboard a mnohem jsi polepšilo.

### Třetí odchod Gainese a příchod nového člena (2016–2017)

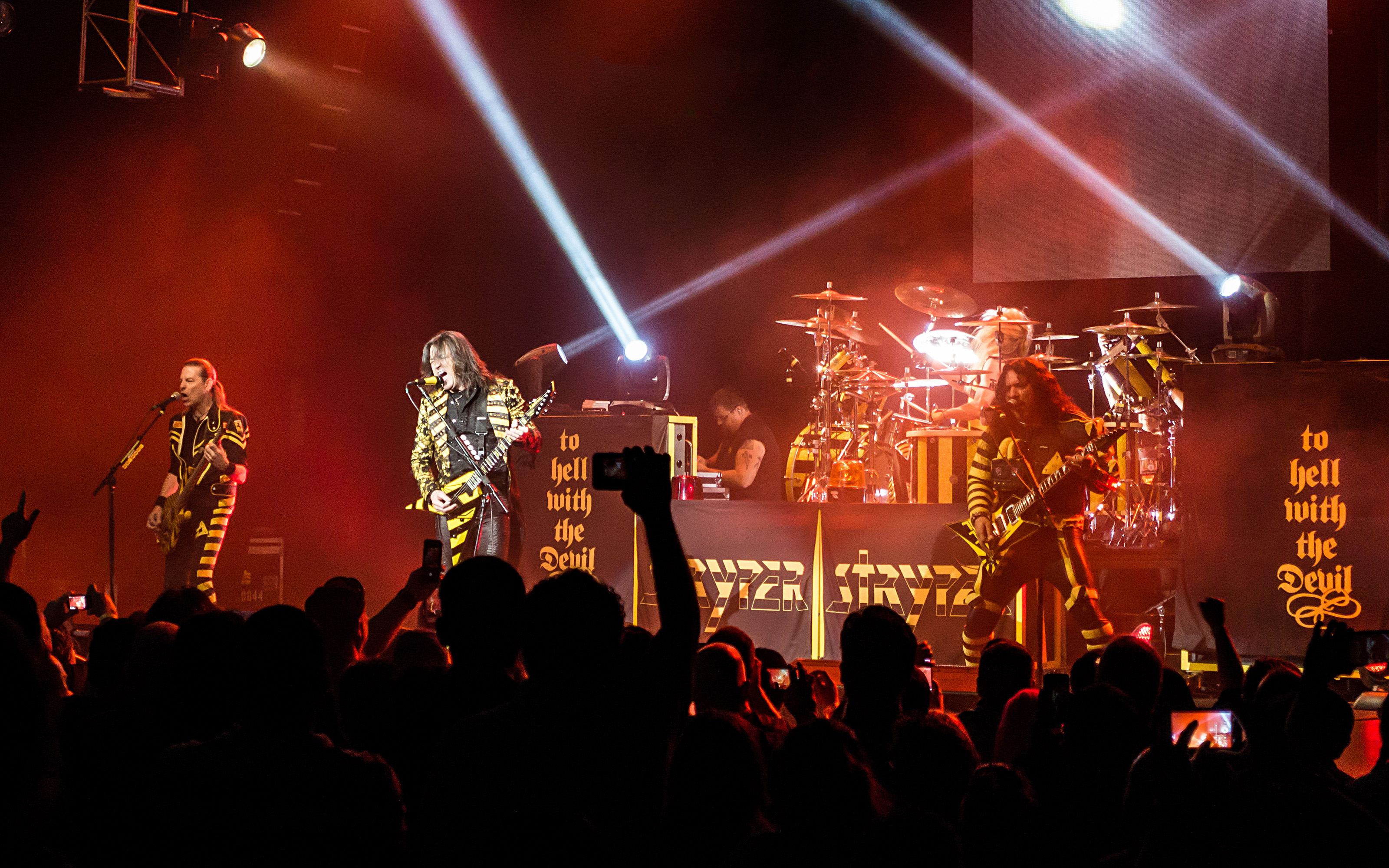
Stryper živě v roce 2016.

V září 2016 frontman Michael Sweet uvedl, že kapela bude mít pauzu kvůli osobním problémům basisty Tima Gainese. Sweet také prohlásil, že by bez Gainese nepokračovali, protože kapela uzavřela smlouvu, že zůstane jen tak, jak jsou. Během pauzy se členové kapely modlili za směřování kapely vpřed. 
V listopadu 2016 Michael Sweet prozradil, že další album Stryper, které bylo plánováno na vydání v únoru 2017, bude pozastaveno, protože kapela bude mít přestávku, aby se mohl věnovat jiným hudebním projektům. Sweet také uvedl, že baskytarista Gaines si vzal čas od kapely, aby se vypořádal s osobními problémy. Sweetovi se nelíbila myšlenka pokračovat bez Gainese, hlavně byl otevřený obsazení basové pozice správnou osobou, pokud by na to přišlo. 
V srpnu 2017 Gaines potvrdil, že již není členem kapely. Po přestávce kapely vydali prohlášení, ve kterém informovali, že Gaines byl vyhozen ze skupiny a byl odstraněn ze seznamu na webových stránkách kapely. Gaines tvrdil, že byl vyhozen z kapely poté, co mu bylo vydáno ultimátum. 30. října 2017 byl oznámen bývalý člen FireHouse a dlouholetý přítel skupiny Perry Richardson jako nový baskytarista.

### Nová alba God Damn Evil a Even the Devil Believes (2018–2020)
V únoru 2018 Michael Sweet oznámil, že v dubnu vyjde nové album s názvem God Damn Evil. 9. února 2018 skupina vydala první singl 'Take It to The Cross' z nového alba. Z osobních důvodů se nahrávání nezúčastnil nový baskytarista Richardson. Zvuk alba je však o něco těžší než předchozích albech skoro až powermetalové nebo speedmetalové.
Album sklidilo pozitivní ohlas kritiky i fanoušků. Album skončilo na žebříčku Billboard 200 až na 77. místě, ale v britském žebříčku UK Rock & Metal Albums se umístil na 17. místě a na švýcarském žebříčku se umístil 30. místě. V amerických žebříčkách Billboard obsadil lepší přední příčky než předchozí alba v Top Christian Albums na 2. místě, Top Hard Rock Albums na 3. místě, Independent Albums na 5. místě, Top Tastemaker Albums na 5. místě a Top Rock Albums na 6. místě.
Sice album mělo menší úspěch, ale měla kontroverzi vůči obalu alba a způsobil, že někteří prodejci křesťanské hudby a dokonce i Walmart neskladovali ve svých obchodech fyzické CD.
Skupina 4. září 2020 vydala album Even the Devil Believes a obsahuje první singl 'Blood From Above'. Album bylo nahrané během pandemie a jak uvedl Michael Sweet: "Toto album bylo nahráno během pandemie a věřte, že poselství se dokonale vztahuje k době, ve které žijeme. Je to záznam naděje a inspirace a světlo v nejtemnějších časech." Také prozradil, že členové kapely dodali nové desce soustředěné odhodlání, ducha spolupráce a dokonalé provedení. Výsledkem je sbírka pozoruhodných písní, která na posluchače zanechá silný dojem. Album skončilo na žebříčku Billboard 200 až na 92. místě, ale na švýcarském žebříčku se umístil 36. místě. V americkém žebříčku Top Christian Albums se umístil na 1. místě a Top Current Album Sales na 5. místě. Také je to první album, které se objevilo v německém žebříčku na 92. místě. Zvuk alba je melodický heavy metal, ale stále si zachovává svůj charakteristický zvuk kapely.
Michael Sweet řekl: "Má to energii, kterou nemá žádné jiné album, které jsme udělali. Dokonce jsme vytáhli skladbu z minulosti, která nebyla nikdy slyšena ani vydána, a tím jsme do mixu vrátili trochu roku 1989."

### Nové singly a nové album The Final Battle (2022–2023)
Skupina v červenci 2022 vydala první singl z připravovaného alba s názvem 'See No Evil, Hear No Evil'. Druhý singl 'Transgressor' vyšel v září 2022 a v říjnu 2022 vyšel třetí singl nazvaný 'Same Old Story'.
21. října 2022 skupina vydala čtrnácté album nazvané The Final Battle. Zvuk alba je melodicky těžký, a má dost blízko k heavy metalu a power metalu. Je to první album skupiny, které se neumístilo v žebříčku Billboard 200. Nejlépe se prosadil pouze v žebříčku ve Švýcarsku na 24. místě (což je druhé nejlepší umístění skupiny). V amerických žebříčkách Top Christian Albums se umístil na 3. místě, Top Hard Rock Albums na 11. místě a Independent Albums na 33. místě. Po vydání alba se vydali na turné na podporu alba.

### První akustické album a When We Were Kings (2024–současnost)
10. května 2024 skupina vydala své debutové akustické album nazvané To Hell with The Amps. Následně oznámila, že pojedou akustické turné. 14. května 2024 skupina oznámila, že kytarista Oz Fox se turné nezúčastní ze zdravotních důvodu. Jeho místo dočasně zastoupí klávesista Will Doughty (člen Poison).
26. června 2024 skupina vydala první singl 'Ends of Days' z připravovaného alba.
V červenci 2024 frontman skupiny Michael Sweet prozradil, že nové album se bude jmenovat When We Were Kings a další singly vyjdou v následujících dnech.
18. července 2024 vyšel druhý singl 'Loves Symphony', a třetí singl 'Grateful'.
15. srpna 2024 vyšel čtvrtý singl 'When We Were Kings'.
Stryper vydalo 13. září 2024 patnácté album When We Were Kings. Album obsahuje charakteristický zvuk 80. let se současným stylem skupiny kombinací křesťanského glam-heavy metalu. Ve švýcarském žebříčku se umístilo na 38. místě.  V americkém žebříčku Top Christian Albums se umístil na 2. místě, Top Current Album Sales na 16. místě a Top Hard Rock Albums na 25. místě.
Dne 7. července 2025 skupina oznámila, že kytarista Oz Fox se koncertů po Jižní Americe nezúčastní ze zdravotních důvodu. Jeho místo dočasně zastoupí kytarista Howie Simon.

## Členové

### Současní
- Michael Sweet – zpěv, kytary, klávesy, klavír (1982–1992, 1999–2001, 2003–dosud)
- Robert Sweet – bicí, perkuse (1982–1993, 1999–2001, 2003–dosud)
- Oz Fox – kytary, doprovodný zpěv (1983–1993, 1999–2001, 2003–dosud), zpěv (1992–1993)
- Perry Richardson – baskytara, doprovodný zpěv (2017–dosud)
- Howie Simon – kytary (2025–dosud)

### Dřívější
- Eric Johnson – baskytara, doprovodný zpěv (1982)
- John Voorhess – baskytara, doprovodný zpěv (1983)
- Tim Gaines – baskytara, doprovodný zpěv (1983–1986, 1986–1993, 1999–2001, 2003–2004, 2010–2017)
- Matt Hurich – baskytara, doprovodný zpěv (1986)
- Tracy Ferrie – baskytara, doprovodný zpěv (2004–2010)

### Dřívější hostující na turné
- Kenny Metcaif – klávesy (1985–1986)
- Will Doughty – klávesy, doprovodný zpěv (2024)

## Diskografie

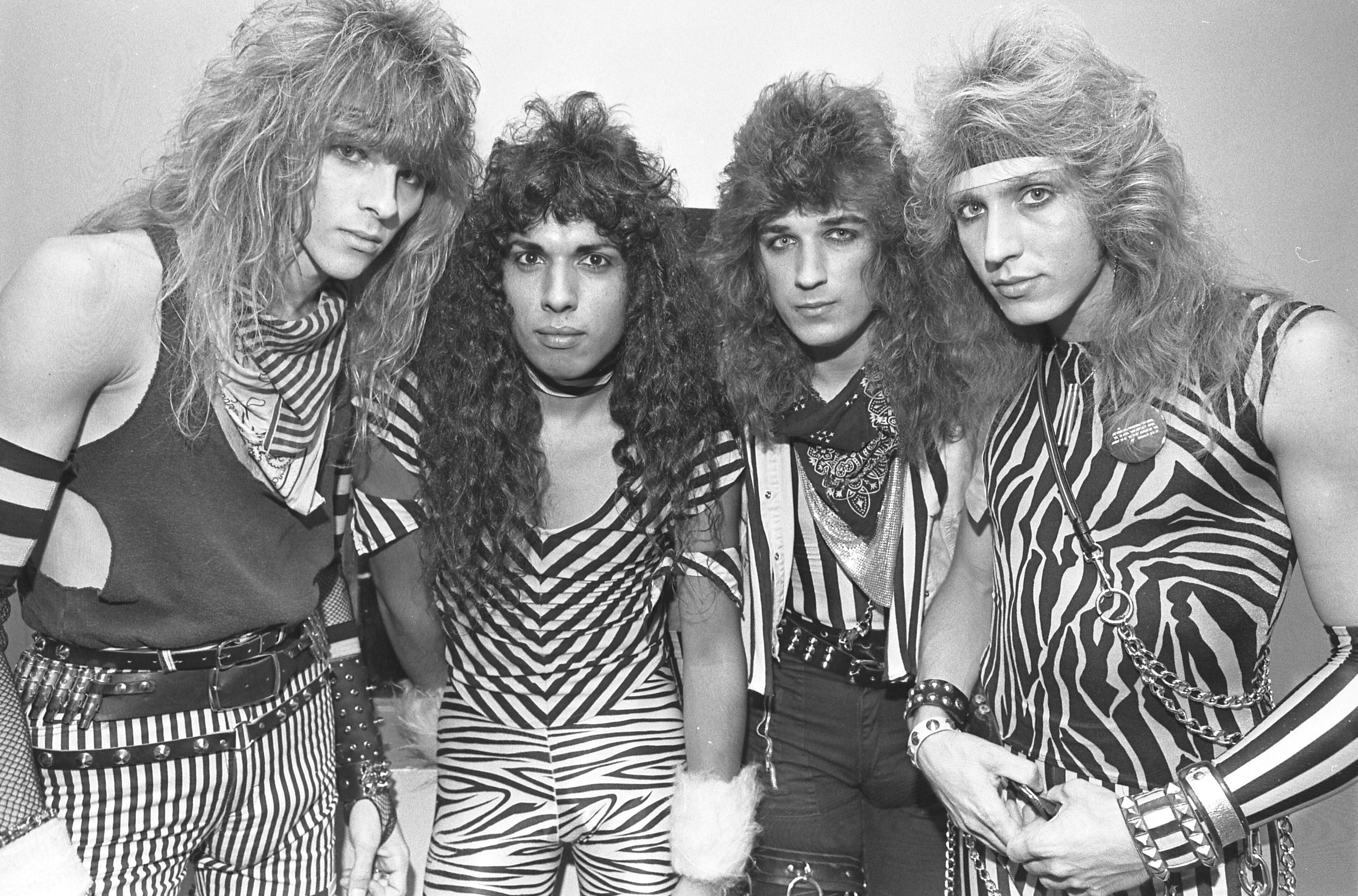
Stryper v roce 1984.

- Stryper v roce 1984.The Yellow and Black Attack (1984)
- Soldiers Under Command (1985)
- To Hell with The Devil (1986)
- In God We Trust (1988)
- Against The Law (1990)
- Reborn (2005)
- Murder by Pride (2009)
- The Covering (2011)
- Second Coming (2013)
- No More Hell to Pay (2013)
- Fallen (2015)
- God Damn Evil (2018)
- Even The Devil Believes (2020)
- The Final Battle (2022)
- When We Were Kings (2024)